# سيتار عبد الرحيم
سيتار عبد الرحيم (بالفارسية: سیتارعبدالرحیم) هي قرية تقع في دشتياري في إيران. يقدر عدد سكانها بـ 206 نسمة بحسب إحصاء 2016.